# هايلي تورنر
هايلي تورنر (بالإنجليزية: Hayley Turner)‏ هي فارسة بريطانية، ولدت في 3 يناير 1983.